# 萊巴嫩 (科羅拉多州)
莱巴嫩（英語：Lebanon）是位於美國科羅拉多州蒙提祖馬縣的一個非建制地區。該地的面積和人口皆未知。

## 地理
莱巴嫩的座標為37°27′26″N 108°35′29″W / 37.45722°N 108.59139°W，而該地的平均海拔高度為2114米（即6936英尺）。